# ロバート・メイナード
ロバート・メイナード（Robert Maynard、1684年9月19日 - 1751年1月4日）は、イギリス海軍の大尉、後に大佐（captain、艦長）。メイナードの生い立ちについては1684年にイギリスで生まれ、その後イギリス海軍に入隊したこと以外はほとんどわかっていない。1707年1月に大尉となり、1709年には英国艦ベッドフォード号の第三大尉（third lieutenant）に任命された。1718年11月、メイナードはバージニア植民地総督アレクサンダー・スポッツウッドより、悪名高き海賊、「黒髭」ことエドワード・ティーチの討伐任務を受けた。メイナードは英国艦パール号とライム号の船員を率いて黒髭の捜索にあたり、カロライナ植民地のオクラコーク入り江に宿営していた一味を発見した。1718年11月22日早朝にメイナードは黒髭を奇襲し、自船の甲板上に彼らを誘引した後、自ら敵と相対しての白兵戦となり、最終的に彼の殺害に成功した。
メイナードは自分の活躍に見合う褒賞を期待していたが、この遠征によって得られた褒賞や報酬は不十分なものであった。最終的に1739年に中佐（commander）、1740年に大佐（captain）に昇進した後、1751年に本国ケント州で66歳で亡くなった。

## 出自
メイナードは1684年9月19日、イギリスのケント州ダートフォードで生まれた。

## 海賊「黒髭」の討伐
バージニア植民地総督アレクサンダー・スポッツウッドは、メイナードに2隻のスループ船、レンジャー号とジェーン号の指揮権を与え、黒髭こと海賊のエドワード・ティーチの討伐を命じた。メイナードは1718年11月19日にバージニア州ハンプトン港を出港し、11月21日に現在のノースカロライナ州のオクラコークの入り江にて黒髭を発見した。黒髭の部下たちはほとんどが陸地におり、兵力差は3対1でメイナード達が圧倒していた。しかし、メイナード側には大砲がなく、小火器のみだったのに対し、黒髭の船には8門の大砲があった。地理が不案内だったこともあり、メイナードは攻撃を翌朝とし、黒髭達に自分たちが見つからないように船を島の反対側に潜め、2隻の偵察船を残した。
翌11月22日早朝、メイナードは入り江に2隻のスループ船で突入し、黒髭たちを奇襲した。彼らに気づいた黒髭は自船に乗り込むと、最初、浅瀬にメイナードらを誘った。結果、メイナードらの重い船は砂州に座礁し、身動きが取れなくなり、黒髭は舷側砲で攻撃するため船を操縦した。旗艦ジェーン号に乗船していたメイナードは、船を軽くするため、戦闘に不要なものを放棄するよう命令し、最終的に浅瀬から離礁することに成功した。しかし、その間、黒髭は少なくとも2度以上、舷側砲を撃ち込み、メイナードの部下たちは数十名以上が死傷した。メイナードは生き残った部下たちを甲板下に潜むように命じた。この結果、最後の砲撃後に甲板上で生き残っているのはメイナードと他1人だけに見えたため、黒髭は部下を率いて船に乗り込んできた。メイナードはそれを見計らって隠れていた部下たちに合図を送り、誘い込んだ黒髭たちを迎え撃たせた。この戦闘ではメイナードは黒髭と直接対決もした。両者は互いに至近距離でピストルを撃ち合ったが黒髭には命中しなかった。黒髭のカトラスは、メイナードの剣を折り、彼を追い込んだ。しかし、周りの戦闘では黒髭の部下たちが劣勢状態になり、黒髭はメイナードの部下たちに取り囲まれていた。彼らの一人の攻撃が黒髭の首元に当たり重傷を負ったところを、そのまま黒髭は数人の攻撃を受けて殺された。
メイナードが黒髭の死体を検分すると、銃創が5つ以上、太刀傷がおよそ20に及んでいた。他にカロライナ植民地の主席判事で書記官のトビアス・ナイトからの手紙を含む、いくつかの書簡も発見した。黒髭の遺体の首を切ると、それをバージニアへ戻る船のマストに吊り下げた。この首は、その後にハンプトンに戻った際、他の海賊たちへの見せしめとしてハンプトン川の河口近くの杭の上に置かれた。
メイナードはさらに数日間、オクラコークに留まり、船の修理や戦死者の埋葬を行った。黒髭の略奪品（砂糖、ココア、インディゴ、綿）は、「海賊船内や、その側に設営されたテントの中」から見つかり、トビアス・ナイトの納屋にあった砂糖や綿と合わせて2,238ポンドで売られた。スポッツウッドはこの収益の全額を今回の作戦の費用に充てた。黒髭に掛けられた懸賞金は約400ポンドであったが、これはライム号とパール号の船員達に分配された。しかし、ブランド艦長と彼の部隊は死を恐れて戦いに不参加であったため、この分配は非常に不公平だとメイナードは考えた。ところが、こうしたメイナードの不満も、彼と彼の部下たちが黒髭の略奪品から約90ポンド分くすねていたことが発覚したために、もしかしたら認められたかもしれない抗議ができなくなってしまった。また、2つの部隊に対する懸賞金の支払いが実施されたのは4年後だったし、その勇敢さにもかかわらずメイナードは昇進されなかった。むしろ、無名のうちに消えてしまった。
晩年はイングランド南東部のケントで余生を送り、1751年1月4日に66歳で死去する。遺産として2,000ポンドを超える地所があった。遺体はケント州ディールのチンク港近くにあるグレート・モンガムの聖マーティン教会の教会墓地に埋葬された。

## 後世への影響
メイナードの功績は、現在においても、彼の後継者たる英国艦レンジャー号の船員たちによって祝われており、毎年11月22日にできるだけ近い日には、サセックス大学王立海軍部隊にて黒髭夕食会（Blackbeard Night mess dinner、ダイニング・イン）が開かれ、黒髭の敗北を記念している。
また、バージニア州ハンプトン市では、6月に開催される毎年恒例の黒髭祭りの期間中、ハンプトン港において大型帆船上で黒髭の最期の戦い再現しており、メイナードとの歴史的なつながりを祝っている。